# Tylototriton yangi
Tylototriton yangi é uma espécie de anfíbio caudado da família Salamandridae. Está presente na China. A UICN classificou-a como vulnerável.